# Lophorina
Lophorina – rodzaj ptaków z rodziny cudowronek (Paradisaeidae).

## Zasięg występowania
Rodzaj obejmuje gatunki występujące na Nowej Gwinei.

## Morfologia
Długość ciała samców 26 cm, samic 25 cm; masa ciała samców 60–105 g, samic 54–85 g.

## Systematyka

### Etymologia
Lophorina (Lophorhina): gr. λοφος lophos „grzebień, czub”; ῥις rhis, ῥινος rhinos „nos”.

### Podział systematyczny
Do rodzaju należą następujące gatunki:
- Lophorina superba (J.R. Forster, 1781) – ozdobnik lirogłowy
- Lophorina latipennis Rothschild, 1907 – ozdobnik górski
- Lophorina minor E.P. Ramsay, 1885 – ozdobnik krótkoskrzydły